# Sakuragawa
Sakuragawa (japanska: 桜川市?, Sakuragawa-shi) är en stad i Ibaraki prefektur i Japan. Staden bildades 2005 genom sammanslagning av kommunerna Iwase, Makabe och Yamato.